# ID2
ID2‏ (Inhibitor of DNA binding 2) هوَ بروتين يُشَفر بواسطة جين ID2 في الإنسان.

## الوظيفة
ينتمي البروتين المُشفّر بواسطة هذا الجين إلى عائلة مثبطات ربط الحمض النووي (ID)، والتي تُعدّ أعضاؤها منظمات نسخية تحتوي على نطاق helix-loop-helix (HLH) وليس نطاقًا أساسيًا. تُثبّط هذه العائلة وظائف عوامل النسخ helix-loop-helix الأساسية بطريقة سلبية سائدة عن طريق تثبيط شركائها في التغاير عبر نطاقات HLH. قد يلعب هذا البروتين دورًا في التنظيم السلبي لتمايز الخلايا. وقد تم تحديد جين كاذب لهذا الجين. قد يلعب بروتين ID2 دورًا في تطور ومقاومة علاجات الورم الأرومي الدبقي، وهو أكثر أنواع سرطان الدماغ عدوانية.

## التفاعل
لقد ثبت أن ID2 يتفاعل مع MyoD وNEDD9.